# Dekole
"Dekole" é uma canção do cantor haitiano J. Perry, contida em seu álbum de estúdio One Life to Live. Foi composta por Antenor Heve, Jonathan Perry, Jean Leonard Tout Puissant. O lançamento da faixa ocorreu no dia 6 de outubro de 2011 e foi disponibilizado para download digital. A canção contém as participações especiais de Shabba & Izolan.

## Lista de faixas
| Dekole (feat. Shabba & Izolan) - Single |                                  |                                                          |         |  |
| N.º                                     | Título                           | Compositor(es)                                           | Duração |  |
| 1.                                      | "Dekole" (feat. Shabba & Izolan) | Antenor Heve, Jonathan Perry, Jean Leonard Tout Puissant | 3:37    |  |

## Lançamento
A canção foi lançada no formato download digital e enviada às rádios do Haiti no dia 6 de outubro de 2011. A canção fez muito sucesso nas rádios do Haiti, chegando a tocar 765 vezes somente em uma semana, fato inédito no país. Foi eleita a canção do ano no Haiti, chegando a ganhar prêmio pela melhor música de 2012. O Carnaval do Haiti de 2012 foi nomeado Ayiti ap Dekole em homenagem a canção.

## Histórico de lançamento
| País  | Data                 | Formato          | Gravadora     |
| ----- | -------------------- | ---------------- | ------------- |
| Haiti | 6 de outubro de 2011 | download digital | Baoli Records |
| Haiti | 6 de outubro de 2011 | airplay          | Baoli Records |
| Haiti | 3 de janeiro de 2012 | videoclipe       | Baoli Records |

## Versão de Claudia Leitte
"Dekolê" é uma versão em português realizada pela cantora brasileira Claudia Leitte da faixa original do cantor haitiano J. Perry, contando com a participação do mesmo. Foi inserida em uma versão ao vivo no disco Axemusic - Ao Vivo. Foi composta por Antenor Heve, Jonathan Perry, Jean Leonard Tout Puissant. A tradução da canção foi feita por Claudia Leitte. O lançamento da faixa em versão estúdio ocorreu no dia 1 de janeiro de 2014. O lançamento da versão ao vivo da faixa ocorreu no dia 13 de janeiro de 2014.

### Gravação e lançamento
A gravação da versão ao vivo da faixa ocorreu no dia 3 de agosto de 2013 durante a gravação do terceiro DVD ao vivo da Claudia Leitte na Arena Pernambuco em Pernambuco. Durante a gravação, Claudia Leitte cantou a música sem a presença de J. Perry, porém a voz dele foi inserida na versão ao vivo da canção.
No dia 28 de agosto de 2013, a faixa foi divulgada na versão ao vivo pela primeira vez no programa Axé Band da Rádio Bandeirantes junto com a canção Tarraxinha. A versão ao vivo contém 3:31 e é grafada como Dekolê (com acento circunflexo na última vogal "e"). No dia 20 de janeiro de 2014, a canção e o videoclipe ao vivo foram liberados mundialmente para download digital na iTunes Store junto com o álbum Axemusic - Ao Vivo.
Claudia Leitte apresentou a canção pela primeira vez em um programa de TV durante o Altas Horas exibido no dia 5 de abril de 2014 na Rede Globo. No dia 25 de abril de 2014, a canção foi oficialmente enviada para as principais rádios do Brasil em sua versão ao vivo. No dia 29 de abril de 2014, Claudia Leitte fez uma participação por telefone na Rádio Liberal FM Belém para o lançamento do single.

### Divulgação
No dia 21 de maio de 2014, o website The Sentinel confirmou que a rede televisiva ESPN escolheu a versão em estúdio de "Dekolê" como tema do canal de esportes durante o período de 1 de junho a 30 de setembro de 2014, sendo parte do período da Copa do Mundo FIFA de 2014. A proposta foi para que Dekole fosse executada na ESPN de todos os países. A canção foi usada principalmente em comerciais e vídeo montagem relacionada a Copa do Mundo FIFA de 2014.
No dia 15 de junho de 2014, Claudia Leitte participou do programa Domingão do Faustão para falar sobre a sua apresentação na abertura da Copa do Mundo FIFA 2014, para divulgar o álbum AXEMUSIC e o single Dekolê. Além de apresentar Dekolê, Claudia cantou diversos sucessos, como Insolação do Coração, Faz Um (com um pedaço da canção Coração Verde e Amarelo) e Aquarela do Brasil em um medley com We Are One (Ole Ola).
No final de junho para o início de julho, Claudia Leitte foi a diversas rádios de São Paulo para promover o álbum Axemusic - Ao Vivo e a canção Dekolê. No dia 26 de junho de 2014, Claudia Leitte foi a rádio Gazeta FM. Em 27 de junho de 2014, Claudia foi a rádio Tropical FM.  Em 30 de junho de 2014, Claudia foi nas rádios Transamérica Hits, Rádio Tang e Metropolitana FM. Na Metropolitana FM foi divulgado um remix exclusivo de Dekolê. No dia 1 de julho de 2014, Claudia Leitte foi nas rádios Band FM e Rádio Bandeirantes.
Em 5 de julho de 2014, Claudia Leitte participou de um programa ao vivo do Caldeirão do Huck, onde ela cantou os recentes singles "We Are One (Ole Ola)" e "Dekolê".

### Recepção da crítica
A recepção da crítica em geral foi positiva. O Portal Sucesso afirmou que a música é dançante, no ritmo da zabumba. O portal Fica Quietinho citou que a canção tem uma batida legal e que ela pode ser um dos hits do Carnaval de 2014. Já o portal do Carnatal previu que a música que tem uma batida kuduro vai cair no gosto da galera.

### Videoclipe
No dia 17 de março de 2014, Davor Image confirmou em sua conta do Twitter que ele está editando o videoclipe de Dekole. No dia 26 de março de 2014, Davor postou uma foto com prévia do videoclipe, deixando a entender que é um videoclipe ao vivo com trechos do Carnaval de Claudia Leitte em 2014. No dia 6 de abril de 2014, Davor finalizou a edição do videoclipe e afirmou que o videoclipe terá duas versões feitas por ele.
O videoclipe foi lançado no dia 7 de maio de 2014 na conta oficial de Claudia Leitte no Youtube. Contém cenas de Claudia Leitte e J.Perry no carnaval de Salvador de 2014. O videoclipe foi editado por Shareif Ziyadat e dirigido por Davor Image. Em 8 de abril de 2014, Davor anunciou que irá lançar uma versão especial do videoclipe contendo cenas dos bastidores nunca divulgadas anteriormente.

### Lista de faixas
| Dekole (feat. J.Perry) - Single |                           |                                                                                   |         |  |
| N.º                             | Título                    | Compositor(es)                                                                    | Duração |  |
| 1.                              | "Dekole" (feat. J. Perry) | Antenor Heve, Jonathan Perry, Jean Leonard Tout Puissant - Versão: Claudia Leitte | 3:42    |  |

### Desempenho nas paradas
Durante a primeira semana do mês de Junho de 2014, a canção foi a mais executada na rádio Campina FM, alcançando a primeira posição do chart "As 12 Mais". No período de 11 de julho de 2014, a canção foi a mais executada da capital de São Paulo junto com a canção Happy de Pharell Williams.
| Parada (2014)                                        | Melhor posição |
| ---------------------------------------------------- | -------------- |
| Brasil Billboard Brasil Regional São Paulo Hot Songs | 1              |

### Histórico de lançamento
| País           | Data                    | Formato                          | Gravadora                 |
| -------------- | ----------------------- | -------------------------------- | ------------------------- |
| Brasil         | 28 de agosto de 2013    | Airplay (ao vivo)                | Som Livre                 |
| Brasil         | 1 de janeiro de 2014    | Download digital                 | Baoli Records / Som Livre |
| Mundo          | 20 de janeiro de 2014   | Download digital (áudio ao vivo) | Som Livre                 |
| Mundo          | 20 de janeiro de 2014   | Download digital (vídeo ao vivo) | Som Livre                 |
| Estados Unidos | 13 de fevereiro de 2014 | CD Single                        | Baoli Records             |
| Brasil         | 25 de abril de 2014     | Airplay (estúdio)                | Baoli Records / Som Livre |